# Mayu Sumaj
Mayu Sumaj é uma comuna da província de Córdoba, na Argentina.